# استفان کلینهایزمن
استفان کلینهایزمن (انگلیسی: Stefan Kleineheismann؛ زادهٔ ۸ فوریهٔ ۱۹۸۸) بازیکن فوتبال اهل آلمان است.
از باشگاه‌هایی که در آن بازی کرده‌است می‌توان به باشگاه فوتبال کیکرز اوفنباخ، باشگاه فوتبال هالشر، و باشگاه فوتبال قوت-وایس ارفورت اشاره کرد.